# Коломина, Алёна Юрьевна
Алёна Юрьевна Коло́мина (род. 28 марта 1987, Ворошиловград (ныне Луганск), Украинская ССР) — актриса театра и кино.

## Биография
Алёна Коломина родилась 28 марта 1987 года в городе Ворошиловграде (ныне Луганск) в обычной семье, далёкой от театра и кино. С 7 лет она занималась в театральной студии при луганском театре «МЭТЛУГ». Среди множества постановок её любимой была «Алиса в стране чудес». Также Алёна осваивала акробатику, классические и бальные танцы, профессионально занималась прыжками в воду и стала мастером спорта.
Окончив школу, Алёна уехала в Киев и поступила в Киевский национальный университет культуры и искусств на актёрский факультет (курс С. Н. Деркач).
После окончания университета в 2009 году Алёна переезжает в Москву, где начинает работать в Московском молодёжном экспериментальном театре В. Спесивцева. В этом же году она получила свою первую роль в телесериале «Глухарь-2», где сыграла журналистку.
С 2009 по 2013 год — актриса Московского театра «Кураж».
В феврале 2013 года приглашена в труппу Московского театра «Эрмитаж» под руководством Михаила Захаровича Левитина, где работает по сей день. Также Алёна сотрудничала с Детским музыкальным театром им. Н. И. Сац и театральным проектом «Платформа».
В 2013 году Алёна Коломина поступает на режиссёрско-актёрский курс ГИТИСа (курс М. Левитина и М. Филиппова) и оканчивает его с красным дипломом.
В апреле 2018 года состоялась премьера телесериала «Берёзка», посвящённого 70-летию легендарного академического хореографического ансамбля «Берёзка», где Алёна блистательно сыграла танцовщицу Эдиту Тамм. Эта роль принесла актрисе настоящий успех. В декабре 2018 года сериал «Берёзка» попал в номинацию национальной кинопремии «Золотой Орёл».
В сентябре 2019 года начались съёмки художественного фильма «Одиннадцать молчаливых мужчин» (режиссёр А. В. Пиманов) о футбольном клубе «Динамо», игроки которого в ноябре 1945 года отправились в Англию и сыграли там 4 матча. Алене досталась главная роль журналистки Эбби. Кинофильм вышел на экраны 17 февраля 2022 года.

### Семья
Алёна в разводе. Бывший супруг — Алексей Варущенко, актёр театра МХТ им. А. П. Чехова. Воспитывает двоих детей: сына Петра (14.10.2014) и дочь Нину (25.01.2017).

## Фильмография
- 2009 — Глухарь-2 — журналистка
- 2009 — Два Антона — эпизод
- 2010 — Записки экспедитора тайной канцелярии — Глаша, куртизанка
- 2010 — Три раза про это — Ирина
- 2011 — Счастливы вместе — Саша, одноклассница Ромы
- 2011 — Как я встретил вашу маму — девушка
- 2013 — Казачья сказка — Ксюша, старшая дочь сотника
- 2015 — Особый случай — Ирина, директор детского дома
- 2016 — Последний мент — Светлана Петрова
- 2017 — Вы все меня бесите — попутчица
- 2017 — Екатерина. Взлёт — служанка-соглядатай
- 2017 — Машкин дом — Юля, жена Юры
- 2018 — Искупление — Вика, психолог
- 2018 — Золотая парочка — Алена, любовница Игоря
- 2018 — Шуберт — Лиза Котова
- 2018 — Клуб обманутых жён — Лика
- 2018 — Такая как все — Катя
- 2018 — Практика-2 — Инга
- 2018 — Старушки в бегах — Дина,  главная роль
- 2018 — Берёзка — Эдита Тамм,  главная роль
- 2018 — Я подарю тебе рассвет — Карина Зорина,  главная роль
- 2018 — Свадьбы и разводы — Эля, байкерша
- 2019 — Письма — Настя, (короткометражный) главная роль
- 2019 — Шахматная королева — Дана,  главная роль
- 2019 — Штамп в паспорте — Алёна,  главная роль
- 2019 — Не женская работа — Светлана Игорева,  главная роль
- 2019 — Правда — Кристина Сергеева, жена Вячеслава
- 2019 — Слишком много любовников — Алёна Румянцева
- 2020 — Гранд-3 — Ангелина Смирнова, балерина
- 2020 — Одна ложь на двоих/Одна брехня на двох — Варя,  главная роль
- 2020 — Адвокат Ардашев. Убийство на водах — Аделаида Варяжская
- 2020 — Загадка Фибоначчи — Ольга Барковская, математик,  главная роль
- 2020 — Теорема Пифагора — Жанна
- 2020 — Котики— Марина, владелица кошачьего приюта,  главная роль
- 2021 — Ищейка-5 — Ольга Антохина
- 2021 — Счастлива вопреки (Несмотря ни на что) — Женя Виноградова,  главная роль
- 2021 — Воспитательница — Майя Ракитина,  главная роль
- 2021 — Свадебные хлопоты — Диана Евсеева, свадебный агент,  главная роль
- 2021 — Адвокат Ардашев. Кровь на палубе — Аделаида Варяжская,  главная роль
- 2021 — За счастьем — Гуля, танцовщица
- 2021 — Старушки в бегах-2 — Дина, дочь Кати главная роль
- 2021 — Она, он, она (После него) — Галя
- 2021 — Загадка Эйнштейна — Ольга Барковская, математик, главная роль
- 2022 — Преодоление — Маргарита Сорокина,  главная роль
- 2022 — Смерш. Новое — Мэри Кларк, агент британской разведки,  главная роль
- 2022 — Немезида — Саша Самородова,  главная роль
- 2022 — Старец-3 — Настя Обедина
- 2022 — Любовники — Олеся
- 2022 — Одиннадцать молчаливых мужчин — Эбби, британская журналистка, главная роль
- 2022 — Весна перемен — Нина, учительница, главная роль
- 2022 — Загадка Пифагора — Ольга Барковская, математик, главная роль
- 2022 — Загадка Цезаря — Ольга Барковская, математик, главная роль
- 2023 — Старушки в бегах-3 — Дина, дочь Кати (в производстве)
- 2023 — Гид и тайные соблазны — Алиса (в производстве)
- 2023 — Вероника — Вероника (в производстве),  главная роль
- 2023 — Заполярный вальс — Марина, кардиохирург, главная роль
- 2023 — Счастье не за горами — Виктория Крупнова, главная роль
- 2023 — Лихач-3 — Анна Ивановна Смирнова, следователь-криминалист
- 2023 — Загадка Римана — Ольга Барковская, математик, главная роль
- 2023 — Загадка Евклида — Ольга Барковская, математик, главная роль
- 2023 — Загадка Ферма — Ольга Барковская, математик, главная роль
- 2023 — Загадка Монти Холла — Ольга Барковская, математик, главная роль
- 2023 — ЗЛО — Дарья, главная роль
- 2024 — Загадка Эйлера — Ольга Барковская, математик, главная роль
- 2024 — Загадка Сангаку — Ольга Барковская, математик, главная роль
- 2024 — Загадка Брюса Бедлама — Ольга Барковская, математик, главная роль
- 2024 — Загадка Фудзиты — Ольга Барковская, математик, главная роль
- 2024 — Ты мой, я твоя — Мира, жена бизнесмена Сергея Новикова, главная роль
- 2024 — Чары любви — Агата, дочь бизнесвумен, главная роль
- 2025 — Мне нужна твоя жизнь — Света, учитель русского языка, главная роль

## Театральные работы

### Московский экспериментальный театр им. В.Спесивцева
- 2009 — «Прощание с Матерой» — Катерина
- 2009 — «Ромео и Джульетта» — Джульетта
- 2009 — «Вечера на хуторе близ Диканьки» — Панночка
- 2009 — «Яма» — Сара

### Театр «Кураж»
- 2010 — «Цирковое приключение» (реж. Михаил Долоко) — Сонечка, акробатка, помощница фокусника
- 2010 — «Проделки Скапена» (реж. Михаил Долоко) — Зербинетта
- 2011 — «Три апельсина» (реж. Герман Марченко) — Клариччи
- 2012 — «Горе от ума» (реж. Михаил Долоко) — Лиза, Наталья Дмитриевна

### Театр «Эрмитаж»
- 2013 — «Тартюф» (реж. Алексей Левинский) — Марианна, дочь Оргона
- 2013 — «Фокусник» (реж. Андрей Тупиков) — Лиля, дочь фокусника
- 2013 — «Изверг» (реж. Михаил Левитин) — Девушка на привозе
- 2014 — «Рот без замочка» (реж. Сергей Олексяк) — кукла
- 2014 — «Старик Хоттабыч» (реж. Сергей Олексяк) — Женька Богорад
- 2015 — «Кто автор этого безобразия» — акробатка